# 프리미어리그 2014-15
프리미어리그 2014-15는 1992년 설립된 잉글랜드의 최상위 프로 축구 리그인 프리미어리그의 23번째 시즌이다. 2014년 6월 18일 일정이 발표되었다. 2014년 8월 16일 시즌이 개막하였으며 2015년 5월 24일 종료되었다. 첼시 FC가 프리미어리그 출범 후 4번째 우승이자, 통산 5번째 우승을 차지하였다.

## 팀

### 감독 변화
| 팀                    | 전임 감독           | 사유                   | 사임 일자        | 당시 순위      | 신임 감독           | 임명 일자       |
| --------------------- | ------------------- | ---------------------- | ---------------- | -------------- | ------------------- | --------------- |
| 웨스트브로미치 앨비언 | 페페 멜             | 상호 합의              | 2014년 5월 12일  | 시즌 개막 이전 | 앨런 어빈           | 2014년 6월 14일 |
| 토트넘 홋스퍼         | 팀 셔우드           | 경질                   | 2014년 5월 13일  | 시즌 개막 이전 | 마우리시오 포체티노 | 2014년 5월 27일 |
| 사우샘프턴            | 마우리시오 포체티노 | 토트넘과 계약          | 2014년 5월 27일  | 시즌 개막 이전 | 로날트 쿠만         | 2014년 6월 16일 |
| 크리스털 팰리스       | 토니 퓰리스         | 상호 합의              | 2014년 8월 14일  | 시즌 개막 이전 | 닐 워녹             | 2014년 8월 27일 |
| 크리스털 팰리스       | 닐 워녹             | 경질                   | 2014년 12월 27일 | 18위           | 앨런 파듀           | 2015년 1월 2일  |
| 웨스트브로미치 앨비언 | 앨런 어빈           | 경질                   | 2014년 12월 29일 | 16위           | 토니 퓰리스         | 2015년 1월 1일  |
| 뉴캐슬 유나이티드     | 앨런 파듀           | 크리스털 팰리스와 계약 | 2015년 1월 2일   | 10위           | 존 카버             | 2015년 1월 26일 |
| 퀸즈 파크 레인저스    | 해리 레드냅         | 사임                   | 2015년 2월 3일   | 19위           | 크리스 램지 (대행)  | 2015년 2월 14일 |
| 애스턴 빌라           | 폴 램버트           | 경질                   | 2015년 2월 11일  | 18위           | 팀 셔우드           | 2015년 2월 15일 |

## 결과

### 리그 순위
| 순위 | 팀                     | 경기 | 승 | 무 | 패 | 득 | 실 | 차  | 승점 | 참가 자격 및 강등                                |
| ---- | ---------------------- | ---- | -- | -- | -- | -- | -- | --- | ---- | ------------------------------------------------ |
| 1    | 첼시 (C)               | 38   | 26 | 9  | 3  | 76 | 32 | +44 | 87   | UEFA 챔피언스리그 2015-16 조별 리그              |
| 2    | 맨체스터 시티          | 38   | 24 | 7  | 7  | 83 | 38 | +45 | 79   | UEFA 챔피언스리그 2015-16 조별 리그              |
| 3    | 아스널                 | 38   | 22 | 9  | 7  | 71 | 36 | +35 | 75   | UEFA 챔피언스리그 2015-16 조별 리그              |
| 4    | 맨체스터 유나이티드    | 38   | 20 | 10 | 8  | 62 | 37 | +25 | 70   | UEFA 챔피언스리그 2015-16 플레이오프             |
| 5    | 토트넘 홋스퍼          | 38   | 19 | 7  | 12 | 58 | 53 | +5  | 64   | UEFA 유로파리그 2015-16 조별 리그                |
| 6    | 리버풀                 | 38   | 18 | 8  | 12 | 55 | 53 | +2  | 62   | 틀:축구 라운드2 UEFA 유로파리그 2015-16 3차 예선 |
| 7    | 사우샘프턴             | 38   | 18 | 6  | 14 | 54 | 33 | +21 | 60   | UEFA 유로파리그 2015-16 플레이오프               |
| 8    | 스완지 시티            | 38   | 16 | 8  | 14 | 46 | 49 | -3  | 56   |                                                  |
| 9    | 스토크 시티            | 38   | 15 | 9  | 14 | 42 | 44 | -2  | 54   |                                                  |
| 10   | 크리스털 팰리스        | 38   | 13 | 9  | 16 | 47 | 51 | -4  | 48   |                                                  |
| 11   | 에버턴                 | 38   | 12 | 11 | 15 | 48 | 50 | -2  | 47   |                                                  |
| 12   | 웨스트햄 유나이티드    | 38   | 12 | 11 | 15 | 44 | 47 | -3  | 47   | 틀:축구 라운드2 UEFA 유로파리그 2015-16 1차 예선 |
| 13   | 웨스트브로미치 앨비언  | 38   | 11 | 11 | 16 | 38 | 51 | -13 | 44   |                                                  |
| 14   | 레스터 시티            | 38   | 11 | 8  | 19 | 46 | 55 | -9  | 41   |                                                  |
| 15   | 뉴캐슬 유나이티드      | 38   | 10 | 9  | 19 | 40 | 63 | -23 | 39   |                                                  |
| 16   | 선덜랜드               | 38   | 7  | 17 | 14 | 31 | 53 | -22 | 38   |                                                  |
| 17   | 애스턴 빌라            | 38   | 10 | 8  | 20 | 31 | 57 | -26 | 38   |                                                  |
| 18   | 헐 시티 (R)            | 38   | 8  | 11 | 19 | 33 | 51 | -18 | 35   | 풋볼 리그 챔피언십 2015-16로 강등                |
| 19   | 번리 (R)               | 38   | 7  | 12 | 19 | 28 | 53 | -25 | 33   | 풋볼 리그 챔피언십 2015-16로 강등                |
| 20   | 퀸스 파크 레인저스 (R) | 38   | 8  | 6  | 24 | 42 | 73 | -31 | 30   | 풋볼 리그 챔피언십 2015-16로 강등                |

* 마지막 업데이트 : 2015년 5월 24일
* 출처 : Barclays Premier League
* 순위 결정방식 : 
1) 승점; 2) 골 득실차; 3) 득점 수.
* (C) = 우승; (R) = 강등; (P) = 승격; (O) = 플레이오프 승리; (A) = 다음 라운드 진출 
* 시즌이 끝나지 않은 경우만 사용되는 표시: 
(Q) = 대항전 진출 자격이 됨; (TQ) = 대항전 진출 자격이 됐으나 진출할 라운드가 정해지지 않음; (RQ) = 강등 결정전 진출 자격이 됨; (DQ) = 대항전 진출 자격을 잃음.

## 시즌 기록

### 득점
- 시즌 첫 골: 스완지 시티의 기성용(28분) (vs 맨체스터 유나이티드),2014년 8월 16일).

#### 득점 순위
2015년 5월 25일 기준.
| 순위 | 선수              | 팀                     | 골 |
| ---- | ----------------- | ---------------------- | -- |
| 1    | 세르히오 아구에로 | 맨체스터 시티          | 26 |
| 2    | 해리 케인         | 토트넘 홋스퍼          | 21 |
| 3    | 디에고 코스타     | 첼시                   | 20 |
| 4    | 찰리 오스틴       | 퀸즈 파크 레인저스     | 18 |
| 5    | 알렉시스 산체스   | 아스널                 | 16 |
| 6    | 올리비에 지루     | 아스널                 | 14 |
| 6    | 사이도 베라히노   | 웨스트 브로미치 앨비언 | 14 |
| 6    | 에덴 아자르       | 첼시                   | 14 |
| 9    | 크리스티안 벤테케 | 애스턴 빌라            | 13 |
| 10   | 웨인 루니         | 맨체스터 유나이티드    | 12 |
| 10   | 다비드 실바       | 맨체스터 시티          | 12 |
| 10   | 그라치아노 펠레   | 사우샘프턴             | 12 |

#### 해트트릭
| 선수               | 소속               | 상대팀                | 결과 | 날짜             |
| ------------------ | ------------------ | --------------------- | ---- | ---------------- |
| 디에고 코스타      | 첼시               | 스완지 시티           | 4-2  | 2014년 9월 13일  |
| 세르히오 아구에로4 | 맨체스터 시티      | 토트넘 홋스퍼         | 4-1  | 2014년 10월 18일 |
| 찰리 오스틴        | 퀸즈 파크 레인저스 | 웨스트브로미치 앨비언 | 3-2  | 2014년 12월 20일 |

4: 4골 득점.

#### 도움 순위
2015년 1월 19일 기준.
| 순위                | 선수              | 구단                 | 도움수 |
| ------------------- | ----------------- | -------------------- | ------ |
| 1                   | 세스크 파브레가스 | 첼시                 | 16     |
| 2                   | 앙헬 디 마리아    | 맨체스터 유나이티드  | 10     |
| 3                   | 레이턴 베인스     | 에버턴               | 8      |
| 3                   | 질피 시구르드손   | 스완지 시티          | 8      |
| 4                   | 스튜어트 다우닝   | 웨스트 햄 유나이티드 | 7      |
| 4                   | 오스카르          | 첼시                 | 7      |
| 4                   | 알렉시스 산체스   | 아스널               | 7      |
| 4                   | 두샨 타디치       | 사우샘프턴           | 7      |
| 8                   |                   |                      |        |
| 조던 핸더슨         | 리버풀            | 6                    |        |
| 헤수스 나바스       | 맨체스터 시티     | 6                    |        |
| 제임스 워드프라우즈 | 사우샘프턴        | 6                    |        |

#### 무실점
2015년 1월 19일 기준.
| 순위 | 선수              | 구단                   | 무실점수 |
| ---- | ----------------- | ---------------------- | -------- |
| 1    | 프레이저 포스터   | 사우샘프턴             | 10       |
| 2    | 우카시 파비안스키 | 스완지 시티            | 8        |
| 2    | 벤 포스터         | 웨스트 브로미치 앨비언 | 8        |
| 4    | 티보 쿠르트와     | 첼시                   | 7        |
| 4    | 다비드 데 헤아    | 맨체스터 유나이티드    | 7        |
| 4    | 브래드 구잔       | 애스턴 빌라            | 7        |
| 4    | 조 하트           | 맨체스터 시티          | 7        |
| 8    | 시몬 미뇰렛       | 리버풀                 | 6        |
| 9    | 아드리안          | 웨스트 햄 유나이티드   | 5        |
| 9    | 아스미르 베고비치 | 스토크 시티            | 5        |
| 9    | 톰 히턴           | 번리                   | 5        |
| 9    | 팀 크룰           | 뉴캐슬 유나이티드      | 5        |
| 9    | 위고 요리스       | 토트넘 홋스퍼          | 5        |
| 9    | 코스텔 판틸리몬   | 선덜랜드               | 5        |
| 9    | 줄리안 스페로니   | 크리스털 팰리스        | 5        |

#### 징계
2015년 1월 19일 기준.

#### 선수
- 최다 경고: 9[12]
  - 리 캐터몰 (선덜랜드)
- 최다 퇴장: 2[12]
  - 폴 콘체스키 (레스터 시티)
  - 카일 노턴 (토트넘 홋스퍼)

#### 구단
- 최다 경고: 55[13]
  - 선덜랜드
- 최다 퇴장: 5[13]
  - 애스턴 빌라
  - 스완지 시티

## 시상

### 월간상
| 달   | 이달의 감독상     | 이달의 감독상        | 이달의 선수상     | 이달의 선수상        | 참조   |
| 달   | 감독              | 팀                   | 선수              | 팀                   | 참조   |
| ---- | ----------------- | -------------------- | ----------------- | -------------------- | ------ |
| 8월  | 개리 몽크         | 스완지 시티          | 디에고 코스타     | 첼시                 | [ 14 ] |
| 9월  | 로날트 쿠만       | 사우샘프턴           | 그라치아노 펠레   | 사우샘프턴           | [ 15 ] |
| 10월 | 샘 앨러다이스     | 웨스트 햄 유나이티드 | 디아프라 사코     | 웨스트 햄 유나이티드 | [ 16 ] |
| 11월 | 앨런 파듀         | 뉴캐슬 유나이티드    | 세르히오 아구에로 | 맨체스터 시티        | [ 17 ] |
| 12월 | 마누엘 펠레그리니 | 맨체스터 시티        | 찰리 오스틴       | 퀸즈 파크 레인저스   | [ 18 ] |
| 1월  | 로날트 쿠만       | 사우샘프턴           | 해리 케인         | 토트넘 홋스퍼        | [ 19 ] |

== 한해 뛰어난 활약
PFA 올해의 선수상
에덴 아자르 윙어
리그 14골 5도움
프리미어리그 우승
등의 활약으로 올해의 선수를 수상했다.
세스크 파브레가스가 10-10 달성으로 받을줄 알았지만 에덴 아자르가 수상했다.

영 플레이어상
이상 역시 19 공격포인트의 에덴 아자르였다.